# Another Timbre
Another Timbre is een Engels platenlabel voor hedendaagse en geïmproviseerde muziek. Het werd in oktober 2007 opgericht door Simon Reynell en heeft sindsdien ruim veertig  platen uitgebracht (2011). Reynell is een geluidstechnicus die werkt voor de televisie. Ongeveer de helft van de platen die op het label uitkomen worden door hem opgenomen, de overige opnames worden door de musici naar het label gestuurd. Een zoon van Reynell is grafisch ontwerper en ontwerpt de hoezen.
Artiesten wier muziek op het label uitkwam zijn onder meer Phil Minton, Tempestuous ( met o.m. John Butcher), Hugh Davies, Alfrdo Costa Monteiro, Phil Minton, Magda Mayas, Axel Dörner en Rhodri Davies.